# Chuggington
Chuggington er en computeranimeret serie for børn produceret af Ludorum plc og har været sendt på BBC børnekanal CBeebies og 175 kanaler rundt om i verden.
Serien foregå i den fiktive by Chuggington og følger seks antropomorfe lokomotiver.